# Fifi Mukuna
Fifi Mukuna est une dessinatrice et caricaturiste congolaise, née en 1968 à Kinshasa.

## Biographie
Fifi Mukuna naît à Kinshasa le 15 janvier 1968. Elle est la fille d'un diplomate zaïrois. Elle effectue des études primaires en Belgique, au gré des affectations de ce père, et est passionnée par les aventures de Bob et Bobette, dessinées par Willy Vandersteen. Elle s'intéresse au dessin, et revenue en Afrique, elle suit des cours à l'académie des Beaux-Arts de Kinshasa en 1989,.
Elle collabore ensuite comme caricaturiste à des journaux et magazines, comme Le Palmarès, Le Phare et Le Grognon, tout en fréquentant les artistes et graphistes populaires congolais. Elle publie également des planches de bande dessinée dans la revue de l’Alliance franco-congolaise, une association sans but lucratif de droit congolais fonctionnant en partenariat avec la Fondation Alliance Française de Paris.  Elle participe de même à des stages de formation organisés par le centre Wallonie-Bruxelles, et, en 2001, à un recueil collectif d'auteurs africains, À l'ombre du baobab. Elle y évoque les enfants des rues.
Inquiétée pour ses caricatures dans la presse, elle quitte son pays en 2002, et gagne la France. Elle obtient un statut de réfugiée politique, et sa famille la rejoint (elle est mère de famille). Elle y reprend une activité d'auteure de bande dessinée. Elle participe au troisième numéro de Afrobulles, la revue du collectif du même nom, animé par un autre dessinateur congolais, Alix Fuili,, ainsi qu'à trois albums collectifs : Une journée dans la vie d'un africain d'Afrique, Là-bas ... Na poto (« Na Poto » signifie « en Europe » en langue lingala), et New Arrivals,. Elle collabore à la revue italienne Linus, sur un scénario de Christophe Ngalle Edimo, et s'associe à l'exposition Matite africane. En 2005, est publié Si tu me suis autour du monde. À partir d'une œuvre de l'écrivain belge Carl Norac, Fifi Mukuna (pour les dessins) et Christophe Ngalle Edimo (pour le scénario) créent une histoire drôle, sur le thème de l'eau et de l'écologie à la mesure de l'homme,,. Fifi Mukuna est également enseignante à l'École régionale supérieure d'expression plastique de Tourcoing.